# سرمنتوز
سرمنتوز هو سكر هكسوز أحادي ذو تركيب جزيئي C7H14O4، يمكن الحصول عليه من تحلل السرمنتوسيمارين. كما إنه ذو صفة أيزومرية مع سيماروز، وكذلك مقارب لديجيتالوز الذي يمكن الحصول عليه من تحلل ديجيتالين.